# Fara Filiorum Petri
Fara Filiorum Petri – miejscowość i gmina we Włoszech, w regionie Abruzja, w prowincji Chieti.
Według danych na rok 2004 gminę zamieszkiwały 1952 osoby, 139,4 os./km².